# Santiago Barán
Santiago Barán, vollständiger Name Santiago Gabriel Barán Flangini, (* 5. Februar 1991 in Montevideo) ist ein uruguayischer Fußballspieler.

## Karriere
Der 1,75 Meter große Offensivakteur Barán, Sohn von Adolfo Barán und Bruder der Fußballspieler Nicolás und Agustín Barán, spielte mindestens im Jahr 2012 für Bella Vistas Mannschaft in der Tercera División. Spätestens seit August 2013 stand er – wie ab der Clausura 2014 auch Bruder Nicolás – in Reihen des Erstligisten Club Atlético Rentistas. Bei den Montevideanern bestritt er in der Saison 2013/14 elf Partien (kein Tor) in der Primera División. Anfang September 2014 schloss er sich dem Zweitligisten Canadian Soccer Club an. In der Spielzeit 2014/15, in der sein Bruder Nicolás ebenfalls für den Klub spielt, wurde er 16-mal (kein Tor) in der Segunda División eingesetzt. Ende August 2015 wechselte er innerhalb der Liga zu Boston River.